# Andrzej Ostrowski (filozof)
Andrzej Ostrowski – polski historyk filozofii, pracujący w katedrze historii filozofii i filozofii porównawczej Uniwersytetu Marii Curie-Skłodowskiej w Lublinie, gdzie w latach 1986–1991 studiował  na Wydziale Filozofii i Socjologii. Tematem pracy magisterskiej (1991) była filozofia Kierkegaarda, doktoratu (1998) – filozofia historii Bierdiajewa. Zaraz po uzyskaniu doktoratu rozpoczął pracę na UMCS. Habilitację otrzymał na tej samej uczelni w 2008 roku na podstawie książki Sołowjow. Teoretyczne podstawy filozofii wszechjedności. Zajmuje się historią filozofii nowożytnej i współczesnej, egzystencjalizmem, empiryzmem brytyjskim, idealistyczną filozofią rosyjską XIX i XX wieku.